# Mistrzostwa Czech w Lekkoatletyce 2017
48. Mistrzostwa Czech w Lekkoatletyce – zawody lekkoatletyczne, które odbyły się od 9 do 11 czerwca 2017 na stadionie na Lesní w Trzyńcu.

## Rezultaty

### Mężczyźni
| Konkurencja:                  | Złoto                                                                      | Wynik    | Srebro                                                                   | Wynik    | Brąz                                                                        | Wynik    |
| Bieg na 100 m                 | Zdeněk Stromšík                                                            | 10,29    | Pavel Maslák                                                             | 10,30    | Jan Veleba                                                                  | 10,38    |
| Bieg na 200 m                 | Pavel Maslák                                                               | 20,46    | Jan Jirka                                                                | 21,07    | Jiří Kubeš                                                                  | 21,20    |
| Bieg na 400 m                 | Patrik Šorm                                                                | 46,33    | Daniel Němeček                                                           | 47,26    | David César                                                                 | 47,48    |
| Bieg na 800 m                 | Filip Šnejdr                                                               | 1:53,02  | Matěj Pavlíček                                                           | 1:53,55  | Adam Zenkl                                                                  | 1:54,17  |
| Bieg na 1500 m                | Filip Sasínek                                                              | 3:43,51  | Jan Kubista                                                              | 3:50,25  | Ondřej Chour                                                                | 3:51,61  |
| Bieg na 5000 m                | Jakub Holuša                                                               | 14:36,99 | Jan Friš                                                                 | 14:38,55 | Lukáš Olejníček                                                             | 14:44,78 |
| Bieg na 10 000 m              | Vít Pavlišta                                                               | 30:16,45 | Lukáš Olejníček                                                          | 30:53,60 | Pavel Dymák                                                                 | 30:57,46 |
| Bieg uliczny na 10 km         | Jakub Zemaník                                                              | 30:46    | Lukáš Olejníček                                                          | 31:33    | Jan Kreisinger                                                              | 31:36    |
| Bieg przełajowy (krótki)      | Filip Sasínek                                                              | 12:59    | Jan Friš                                                                 | 13:10    | Tomáš Kubelka                                                               | 13:16    |
| Bieg przełajowy (długi)       | Jakub Zemaník                                                              | 33:07    | Jiří Homoláč                                                             | 33:16    | Dominik Sádlo                                                               | 33:41    |
| Bieg górski                   | Robert Krupička                                                            | 41:33,7  | Jan Janů                                                                 | 42:39,7  | Marek Chrascina                                                             | 42:50,6  |
| Półmaraton                    | Vít Pavlišta                                                               | 1:07:31  | Petr Pechek                                                              | 1:08:34  | Jan Kohut                                                                   | 1:08:59  |
| Maraton                       | Petr Pechek                                                                | 2:21:22  | Vít Pavlišta                                                             | 2:23:32  | Jan Kohut                                                                   | 2:27:36  |
| Bieg na 110 m przez płotki    | Václav Sedlák                                                              | 13,91    | David Sklenář                                                            | 14,21    | Martin Pokorný                                                              | 14,30    |
| Bieg na 400 m przez płotki    | Vít Müller                                                                 | 49,92    | Martin Juránek                                                           | 50,87    | Václav Barák                                                                | 51,35    |
| Bieg na 3000 m z przeszkodami | Lukáš Olejníček                                                            | 8:58,71  | Jan Janů                                                                 | 9:00,39  | Jáchym Kovář                                                                | 9:11,57  |
| Sztafeta 4 × 100 m            | Slovan Liberec Jan Král Radek Povýšil Jan Trafina David Kolář              | 40,68    | Slavia Praha Adam Grabmüller Michal Tlustý Vojtěch Svoboda Marcel Kadlec | 40,93    | Sportovní klub ZŠ Jeseniova Jakub Svoboda Jan Vlach Daniel Musil Radim Kůta | 42,05    |
| Sztafeta 4 × 400 m            | Sokol Hradec Králové Štěpán Jirman Lukáš Hodboď Michal Desenský Vít Müller | 3:12,15  | Slavia Praha Daniel Vejražka Matěj Mach Michal Tlustý Filip Šnejdr       | 3:14,32  | Slavia Praha B Jan Šnajdr Václav Barák Martin Růžička Jan Chlopčík          | 3:20,10  |
| Chód na 20 km                 | Lukáš Gdula                                                                | 1:31:49  | Vít Hlaváč                                                               | 1:33:18  | Karel Ketner                                                                | 1:36:11  |
| Chód na 50 km                 | Tomáš Hlavenka                                                             | 4:37:16  | –                                                                        | –        | –                                                                           | –        |
| Skok wzwyż                    | Jaroslav Bába                                                              | 2,18     | Matyáš Dalecký                                                           | 2,15     | Martin Heindl Petr Pícha                                                    | 2,11     |
| Skok o tyczce                 | Jan Kudlička                                                               | 5,60     | Michal Balner                                                            | 5,55     | Lukáš Posekaný                                                              | 5,07     |
| Skok w dal                    | Radek Juška                                                                | 7,86     | Milan Pírek                                                              | 7,46     | Jakub Bystroň                                                               | 7,36     |
| Trójskok                      | Jiří Vondráček                                                             | 15,75    | Jiří Zeman                                                               | 15,70    | Tomáš Janeček                                                               | 15,46    |
| Pchnięcie kulą                | Tomáš Staněk                                                               | 21,61    | Ladislav Prášil                                                          | 20,04    | Matúš Olej                                                                  | 18,61    |
| Rzut dyskiem                  | Jan Marcell                                                                | 59,59    | Tomáš Voňavka                                                            | 56,19    | Igor Gondor                                                                 | 54,85    |
| Rzut młotem                   | Miroslav Pavlíček                                                          | 67,21    | Petr Koucký                                                              | 65,89    | Adam Holeček                                                                | 62,69    |
| Rzut oszczepem                | Jakub Vadlejch                                                             | 87,07    | Jaroslav Jílek                                                           | 78,98    | Petr Frydrych                                                               | 78,35    |
| Dziesięciobój                 | Tomáš Pulíček                                                              | 6932     | Adam Hromčík                                                             | 6882     | Radoš Rykl                                                                  | 6775     |

### Kobiety
| Konkurencja:                  | Złoto                                                                             | Wynik    | Srebro                                                                       | Wynik    | Brąz                                                                             | Wynik    |
| Bieg na 100 m                 | Klára Seidlová                                                                    | 11,57    | Nikola Bendová                                                               | 11,61    | Barbora Procházková                                                              | 11,61    |
| Bieg na 200 m                 | Nikola Bendová                                                                    | 23,38    | Martina Hofmanová                                                            | 23,65    | Klára Seidlová                                                                   | 23,66    |
| Bieg na 400 m                 | Barbora Malíková                                                                  | 54,03    | Tereza Petržilková                                                           | 54,54    | Petra Muzikantová                                                                | 55,14    |
| Bieg na 800 m                 | Kateřina Hálová                                                                   | 2:08,81  | Alena Ulrichová                                                              | 2:09,33  | Vendula Hluchá                                                                   | 2:09,74  |
| Bieg na 1500 m                | Kristiina Mäki                                                                    | 4:14,52  | Simona Vrzalová                                                              | 4:16,76  | Lucie Sekanová                                                                   | 4:22,85  |
| Bieg na 5000 m                | Simona Vrzalová                                                                   | 16:45,54 | Lucie Maršánová                                                              | 16:52,23 | Barbora Jíšová                                                                   | 17:03,61 |
| Bieg na 10 000 m              | Moira Stewartová                                                                  | 34:26,11 | Barbora Jíšová                                                               | 35:28,43 | Adéla Stránská                                                                   | 36:10,30 |
| Bieg uliczny na 10 km         | Eva Vrabcová                                                                      | 34:05    | Monika Hloušková                                                             | 35:21    | Adéla Stránská                                                                   | 35:46    |
| Bieg przełajowy               | Simona Vrzalová                                                                   | 29:55    | Moira Stewartová                                                             | 30:09    | Lucie Sekanová                                                                   | 30:21    |
| Bieg górski                   | Pavla Schorná                                                                     | 50:12,3  | Monika Hloušková                                                             | 50:50,6  | Lucie Maršánová                                                                  | 50:53,4  |
| Półmaraton                    | Petra Kamínková                                                                   | 1:18:00  | Ivana Sekyrová                                                               | 1:18:58  | Daniela Havránková                                                               | 1:20:00  |
| Maraton                       | Petra Pastorová                                                                   | 2:46:34  | Radka Churaňová                                                              | 2:48:09  | Tereza Ďurdiaková                                                                | 2:48:59  |
| Bieg na 100 m przez płotki    | Kateřina Cachová                                                                  | 13,28    | Lucie Koudelová                                                              | 13,69    | Kateřina Dvořáková                                                               | 13,80    |
| Bieg na 400 m przez płotki    | Denisa Rosolová                                                                   | 56,55    | Kateřina Ulrichová                                                           | 59,30    | Lada Vondrová                                                                    | 59,45    |
| Bieg na 3000 m z przeszkodami | Eva Krchová                                                                       | 10:05,88 | Barbora Jíšová                                                               | 10:36,14 | Veronika Siebeltová                                                              | 10:53,07 |
| Sztafeta 4 × 100 m            | USK Praha Lucie Domská Nicoleta Turnerová Martina Hofmanová Lucie Koudelová       | 45,63    | Olymp Brno Marcela Pírková Pavlína Minářová Jana Novotná Kateřina Vávrová    | 45,86    | Olymp Brno B Veronika Janíčková Renata Procházková Edita Sklenská Markéta Mrňová | 47,80    |
| Sztafeta 4 × 400 m            | AK Škoda Plzeň Veronika Meczlová Anna Suráková Tereza Jonášová Tereza Petržílková | 3:43,72  | AC Čáslav Jana Novosadová Adéla Lorenčíková Dominika Antošová Jana Slavíková | 3:47,58  | Olymp Brno Anna Výletová Věra Holubářová Markéta Škaldová Edita Sklenská         | 3:48,54  |
| Chód na 20 km                 | Anežka Drahotová                                                                  | 1:33:18  | Hana Herberová                                                               | 1:54:32  | Lenka Borovičková                                                                | 1:55:37  |
| Skok wzwyż                    | Michaela Hrubá                                                                    | 1,91     | Nikola Strachová                                                             | 1,80     | Kateřina Cachová                                                                 | 1,76     |
| Skok o tyczce                 | Romana Maláčová                                                                   | 4,50     | Amálie Švábíková                                                             | 4,50     | Jiřina Ptáčníková                                                                | 4,30     |
| Skok w dal                    | Eliška Klučinová                                                                  | 6,26     | Adéla Záhorová                                                               | 6,15     | Kateřina Hýsková                                                                 | 6,12     |
| Trójskok                      | Lucie Májková                                                                     | 13,33    | Šárka Buranská                                                               | 12,94    | Kateřina Líbalová                                                                | 12,20    |
| Pchnięcie kulą                | Petra Klementová                                                                  | 15,48    | Gabriela Pallová                                                             | 14,98    | Eliška Klučinová                                                                 | 14,41    |
| Rzut dyskiem                  | Eliška Staňková                                                                   | 56,95    | Zuzana Kubicová                                                              | 48,80    | Barbora Tichá                                                                    | 48,28    |
| Rzut młotem                   | Kateřina Skypalová                                                                | 64,43    | Kateřina Šafránková                                                          | 62,95    | Tereza Králová                                                                   | 62,67    |
| Rzut oszczepem                | Barbora Špotáková                                                                 | 64,09    | Nikola Ogrodníková                                                           | 60,08    | Nikol Tabačková                                                                  | 53,67    |
| Siedmiobój                    | Kateřina Cachová                                                                  | 6337     | Eliška Klučinová                                                             | 6285     | Jana Novotná                                                                     | 5678     |